# Air Luxor
Air Luxor var ett privatägt portugisiskt flygbolag som existerade från 1988 till 2006. 
Bolaget startades av den portugisiska familjen Mirpuri. Familjen ägde flygplan privat och valde att även börja med kommersiellt trafikflyg. Efter att först bedrivit charterflygverksamhet inledde bolaget reguljärflygverksamhet 2001. Bolaget flög från Lissabon till bland annat São Tomé och Príncipe, Orly utanför Paris och Porto. 2006 upphörde verksamheten efter att bolaget inte lyckats betala leasingavgifterna för sin flotta som återtagits av leasingbolagen. 